# Чулув (Малопольское воеводство)

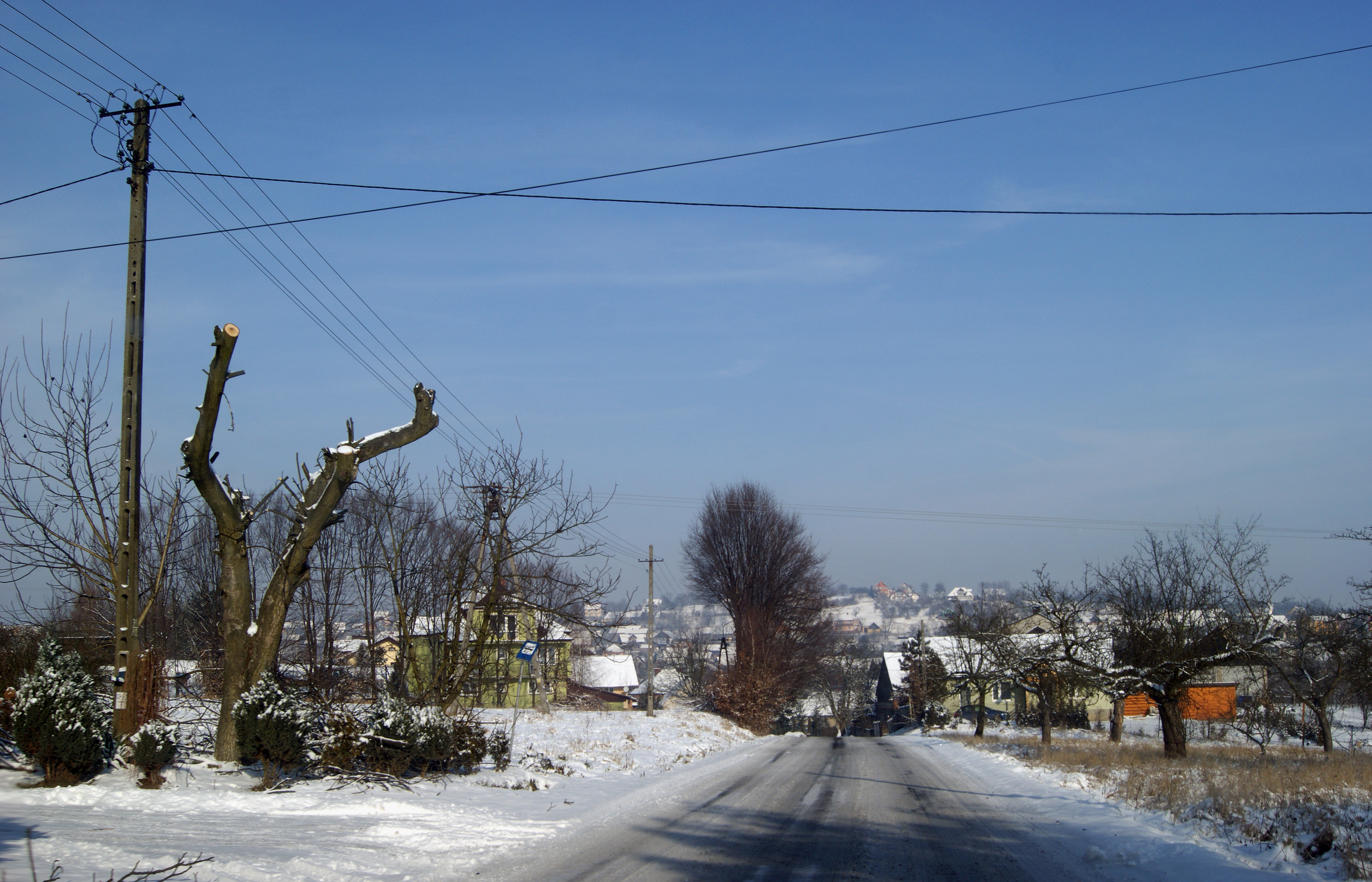
Вид села

Чу́лув (пол. Czułów) — село в Польше в сельской гмине Лишки Краковского повета Малопольского воеводства.

## География
Село располагается в 6 км от административного центра гмины села Лишки и в 18 км от административного центра воеводства города Краков. Село находится на территории Тенчинского ландшафтного парка. В окрестностях села находится заповедник «Зимны-Дул».
Село состоит из нескольких частей, которые имеют собственные наименования: Барча, Гавинки, Зрембе, Навсе, Поточек, Скала и Скалки.
В 1975—1998 годах село входило в состав Краковского воеводства.

## Население
По состоянию на 2013 год в селе проживало 1202 человек.
| 2010 | 2013 |
| ---- | ---- |
| 1176 | 1202 |

| Перепись  | Всего   | Всего | Женщины | Женщины | Мужчины | Мужчины |
| --------- | ------- | ----- | ------- | ------- | ------- | ------- |
| Единицы   | человек | %     | человек | %       | человек | %       |
| Население | 1202    | 100   | 588     |         | 614     |         |

## Достопримечательности
- Часовня в Чулове. Памятник культуры Малопольского воеводства (№ А-4/М)[4].